# BMX-Rennsport-Weltmeisterschaften/Cruiser-Rennen der Juniorinnen
Das Cruiser-Rennen der Juniorinnen war ein Wettbewerb bei den BMX-Rennsport-Weltmeisterschaften. Es wurde mit Cruiser-Rädern ausgetragen.
Während es bei den männlichen Junioren seit Anbeginn der Weltmeisterschaften einen Cruiser-Wettkampf gegeben hatte, war das BMX-Rennen lange Zeit der einzige Wettbewerb für Juniorinnen. Ein Cruiser-Rennen wurde hier erst 2006 eingeführt, hatte aber weniger Zuspruch als das BMX-Rennen; 2008 und 2010 gab es nicht genügend Fahrerinnen, um einen Lauf voll zu besetzen. Wie in den anderen Kategorien wurde der Wettkampf nach 2010 zugunsten des Zeitfahrens abgeschafft.

## Palmarès
| Jahr | Austragungsort   | Gold            | Silber             | Bronze          |
| ---- | ---------------- | --------------- | ------------------ | --------------- |
| 2006 | São Paulo        | Amanda Geving   | Sarah Walker       | Magalie Pottier |
| 2007 | Victoria         | Magalie Pottier | Romana Labounková  | Joyce Seesing   |
| 2008 | Taiyuan          | Mariana Pajón   | Manon Valentino    | Eva Ailloud     |
| 2009 | Adelaide         | Mariana Pajón   | Maartje Hereijgers | Ashley Verhagen |
| 2010 | Pietermaritzburg | Teagan O’Keeffe | Énora Le Roux      | Bianca Quinalha |

## Medaillenspiegel
| Platz  | Land               | Gold | Silber | Bronze | Gesamt |
| ------ | ------------------ | ---- | ------ | ------ | ------ |
| 1      | Kolumbien          | 2    | 0      | 0      | 2      |
| 2      | Frankreich         | 1    | 2      | 2      | 5      |
| 3      | Vereinigte Staaten | 1    | 0      | 1      | 2      |
| 4      | Südafrika          | 1    | 0      | 0      | 1      |
| 5      | Niederlande        | 0    | 1      | 1      | 2      |
| 6      | Neuseeland         | 0    | 1      | 0      | 1      |
| 6      | Tschechien         | 0    | 1      | 0      | 1      |
| 8      | Brasilien          | 0    | 0      | 1      | 1      |
| Gesamt | Gesamt             | 5    | 5      | 5      | 15     |